# 22294 Simmons
22294 Simmons è un asteroide della fascia principale. Scoperto nel 1989, presenta un'orbita caratterizzata da un semiasse maggiore pari a 2,2821007 UA e da un'eccentricità di 0,2026171, inclinata di 3,80532° rispetto all'eclittica.